# Pitta irena
Pitta irena là một loài chim trong họ Pittidae.